# Persistence of Time
A Persistence of Time az Anthrax amerikai thrash metal együttes 1990 augusztusában megjelent ötödik nagylemeze. Az Egyesült Államokban arany minősítést ért el, a Billboard magazin lemezeladási listáján pedig a 24. helyet szerezte meg. Ez volt az utolsó teljes stúdióalbum, melyen Joey Belladonna énekelt az Anthraxben egészen a 2011-es Worship Music albumig. Hivatalos Anthrax-albumon a feldolgozásokat, kislemez B-oldalas dalokat és koncertfelvételeket rejtő 1991-es Attack of the Killer B’s EP-n szerepelt utoljára Belladonna 1992-es távozása előtt.
Szövegvilágát tekintve a Persistence of Time az Anthrax legkomolyabb albuma. Minden egyes dal valamilyen társadalmi problémával foglalkozik, ezen a lemezen nincsenek képregényhősökről írt dalok. Kislemezen a Joe Jackson-feldolgozás Got the Time, illetve közös kislemezen az In My World / Keep It in the Family páros jelent meg.
Az albumot 1991-ben Grammy-díjra jelölték a "Best Metal Performance" kategóriában.

## Az album dalai
| 1. | Time                  | 6:55 |
| 2. | Blood                 | 7:13 |
| 3. | Keep It in the Family | 7:08 |
| 4. | In My World           | 6:25 |
| 5. | Gridlock              | 5:17 |

| 6.  | Intro to Reality (instrumentális)      | 3:23 |
| 7.  | Belly of the Beast                     | 4:47 |
| 8.  | Got the Time (Joe Jackson-feldolgozás) | 2:44 |
| 9.  | H8 Red                                 | 5:04 |
| 10. | One Man Stands                         | 5:38 |
| 11. | Discharge                              | 4:12 |

## Közreműködők
- Joey Belladonna – ének
- Dan Spitz – szólógitár
- Scott Ian – ritmusgitár, háttérvokál
- Frank Bello – basszusgitár, háttérvokál
- Charlie Benante – dob